# Korzika-rali

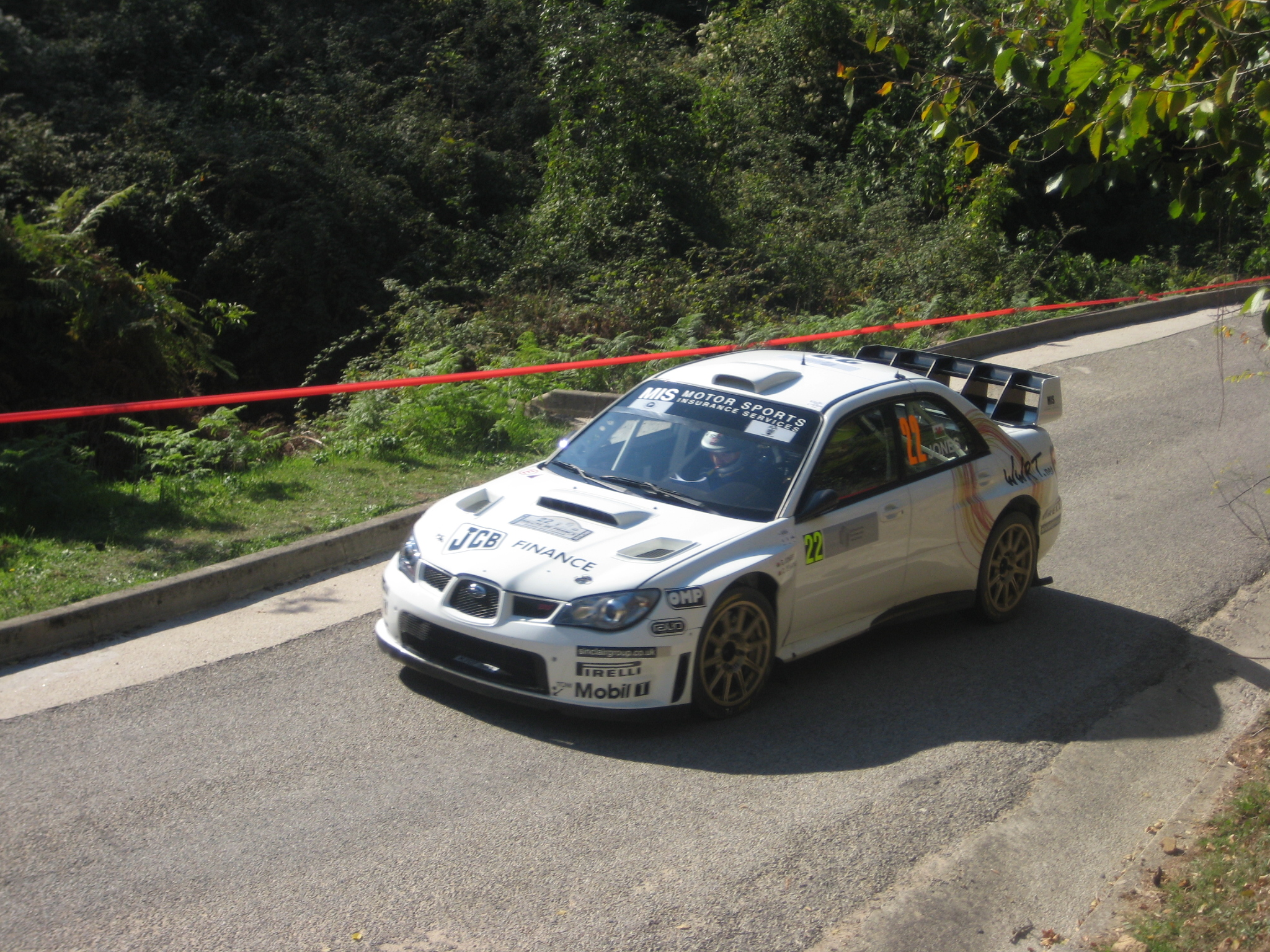
Gareth Jones a 2008-as verseny 10. szakaszán

A Korzika-rali (hivatalosan: Tour de Corse - Rallye de France) egy raliverseny Korzika szigetén, mely 1973-tól 2008-ig a Rali-világbajnokság része volt. Az első versenyt 1956-ban rendezték, melyet a belga Gilberte Thirion nyert meg. Legtöbbször, szám szerint hat alkalommal két francia, Bernard Darniche (1970, 1975, 1977, 1978, 1979 és 1981), valamint Didier Auriol (1988, 1989, 1990, 1992, 1994, 1995) diadalmaskodott.
Régen a verseny az egész szigetet megkerülte, mostanában viszont csak a sziget egy-egy részén rendezik meg, minden évben más szakaszokat használva. Több haláleset is történt az évek során: Attilio Bettega az 1985-ös verseny negyedik, Zérubia-Santa Giulia közötti szakaszán vesztette életét, míg egy évvel később, 1986-ban Henri Toivonen és Sergio Cresto a Corte-Taverno szakaszon csúsztak le az útról és égtek halálra Lancia Delta S4-ükben.
2011-ben és 2012-ben a verseny az IRC, míg 2013-ban és 2014-ben az ERC (Európa-bajnokság) része volt.
2015-ben Elzász visszalépett a francia forduló rendezésétől, így a világbajnokság visszatérhetett a szigetre. Az FIA már nyilvánosságra hozta a 2016-os versenyhelyszíneket, melyek közt Korzika is szerepel, így 2016-ban még mindenképp a bajnokság része marad a verseny.

## Győztesek
| Szezon | Versenyző           | Navigátor                      | Autó                       |                    |
| ------ | ------------------- | ------------------------------ | -------------------------- | ------------------ |
| 2019   | Thierry Neuville    | Nicolas Gilsoul                | Hyundai i20 Coupe WRC      |                    |
| 2018   | Sébastien Ogier     | Julien Ingrassia               | Ford Fiesta WRC            |                    |
| 2017   | Thierry Neuville    | Nicolas Gilsoul                | Hyundai i20 Coupe WRC      |                    |
| 2016   | Sébastien Ogier     | Julien Ingrassia               | Volkswagen Polo R WRC      |                    |
| 2015   | Jari-Matti Latvala  | Miikka Anttila                 | Volkswagen Polo R WRC      |                    |
| 2014   | Stéphane Sarrazin   | Jacques-Julien Renucci         | Ford Fiesta RRC            |                    |
| 2013   | Bryan Bouffier      | Xavier Panseri                 | Peugeot 207 S2000          |                    |
| 2012   | Dani Sordo          | Carlos del Barrio              | MINI John Cooper Works RRC |                    |
| 2011   | Thierry Neuville    | Nicolas Gilsoul                | Peugeot 207 S2000          |                    |
| 2010   | A verseny elmaradt  | A verseny elmaradt             | A verseny elmaradt         | A verseny elmaradt |
| 2009   | Pascal Trojani      | Francis Mazotti                | Peugeot 307 WRC            |                    |
| 2008   | Sébastien Loeb      | Daniel Elena                   | Citroën C4 WRC             |                    |
| 2007   | Sébastien Loeb      | Daniel Elena                   | Citroën C4 WRC             |                    |
| 2006   | Sébastien Loeb      | Daniel Elena                   | Citroën Xsara WRC          |                    |
| 2005   | Sébastien Loeb      | Daniel Elena                   | Citroën Xsara WRC          |                    |
| 2004   | Markko Märtin       | Michael Park                   | Ford Focus WRC             |                    |
| 2003   | Petter Solberg      | Phil Mills                     | Subaru Impreza WRC         |                    |
| 2002   | Gilles Panizzi      | Hervé Panizzi                  | Peugeot 206 WRC            |                    |
| 2001   | Jesús Puras         | Marc Martí                     | Citroën Xsara WRC          |                    |
| 2000   | Gilles Panizzi      | Hervé Panizzi                  | Peugeot 206 WRC            |                    |
| 1999   | Philippe Bugalski   | Jean-Paul Chiaroni             | Citroën Xsara Kit Car      |                    |
| 1998   | Colin McRae         | Nicky Grist                    | Subaru Impreza WRC         |                    |
| 1997   | Colin McRae         | Nicky Grist                    | Subaru Impreza WRC         |                    |
| 1996   | Philippe Bugalski   | Jean-Paul Chiaroni             | Renault Mégane Maxi        |                    |
| 1995   | Didier Auriol       | Denis Giraudet                 | Toyota Celica GT-Four      |                    |
| 1994   | Didier Auriol       | Bernard Occelli                | Toyota Celica Turbo 4WD    |                    |
| 1993   | François Delecour   | Daniel Grataloup               | Ford Escort RS Cosworth    |                    |
| 1992   | Didier Auriol       | Bernard Occelli                | Lancia Delta HF Integrale  |                    |
| 1991   | Carlos Sainz        | Luis Moya                      | Toyota Celica GT-Four      |                    |
| 1990   | Didier Auriol       | Bernard Occelli                | Lancia Delta Integrale 16V |                    |
| 1989   | Didier Auriol       | Bernard Occelli                | Lancia Delta Integrale     |                    |
| 1988   | Didier Auriol       | Bernard Occelli                | Ford Sierra RS Cosworth    |                    |
| 1987   | Bernard Béguin      | Jean-Jacques Lenne             | BMW M3                     |                    |
| 1986   | Bruno Saby          | Jean-François Fauchille        | Peugeot 205 T16 Evo 2      |                    |
| 1985   | Jean Ragnotti       | Pierre Thimonier               | Renault 5 Maxi Turbo       |                    |
| 1984   | Markku Alén         | Ilkka Kivimäki                 | Lancia Rally 037           |                    |
| 1983   | Markku Alén         | Ilkka Kivimäki                 | Lancia Rally 037           |                    |
| 1982   | Jean Ragnotti       | Jean-Marc Andrié               | Renault 5 Turbo            |                    |
| 1981   | Bernard Darniche    | Alain Mahé                     | Lancia Stratos HF          |                    |
| 1980   | Jean-Luc Thérier    | Michel Vial                    | Porsche 911 SC             |                    |
| 1979   | Bernard Darniche    | Alain Mahé                     | Lancia Stratos HF          |                    |
| 1978   | Bernard Darniche    | Alain Mahé                     | Fiat 131 Abarth            |                    |
| 1977   | Bernard Darniche    | Alain Mahé                     | Fiat 131 Abarth            |                    |
| 1976   | Sandro Munari       | Silvio Maiga                   | Lancia Stratos HF          |                    |
| 1975   | Bernard Darniche    | Alain Mahé                     | Lancia Stratos HF          |                    |
| 1974   | Jean-Claude Andruet | Michèle 'Biche' Espinosi-Petit | Lancia Stratos HF          |                    |
| 1973   | Jean-Pierre Nicolas | Michel Vial                    | Alpine-Renault A110 1800   |                    |
| 1972   | Jean-Claude Andruet | Michèle 'Biche' Espinosi-Petit | Alpine-Renault A110 1800   |                    |
| 1971   | Elmaradt.           | Elmaradt.                      | Elmaradt.                  |                    |
| 1970   | Bernard Darniche    | Bernard Demange                | Alpine-Renault A110 1800   |                    |
| 1969   | Gérard Larrousse    | Maurice Gelin                  | Porsche 911 R              |                    |
| 1968   | Jean-Claude Andruet | Maurice Gelin                  | Alpine-Renault A110        |                    |
| 1967   | Sandro Munari       | Luciano Lombardini             | Lancia Fulvia HF Coupé     |                    |
| 1966   | Jean-François Piot  | Jean-François Jacob            | Renault 8 Gordini          |                    |
| 1965   | Pierre Orsini       | Jean-Baptiste Canocini         | Renault 8 Gordini          |                    |
| 1964   | Jean Vinatier       | Roger Masson                   | Renault 8 Gordini          |                    |
| 1963   | René Trautmann      | Jean-Claude Ogier              | Citroën DS19               |                    |
| 1962   | Pierre Orsini       | Jean-Baptiste Canocini         | Renault Dauphine           |                    |
| 1961   | René Trautmann      | Jean-Claude Ogier              | Citroën DS19               |                    |
| 1960   | Herbert Linge       | Paul-Ernst Strähle             | Porsche SC 90              |                    |
| 1959   | Pierre Orsini       | Jean-Baptiste Canocini         | Renault Dauphine           |                    |
| 1958   | Guy Monraisse       | Jacques Feret                  | Renault Dauphine           |                    |
| 1957   | Michel Nicol        | Roger de la Geneste            | Alfa Romeo Giulietta       |                    |
| 1956   | Gilberte Thirion    | Nadège Ferrier                 | Renault Dauphine           |                    |